# My Girl (SUPERCARの曲)
「My Girl」（マイガール）は、1999年2月3日に発売されたSUPERCARの6枚目のシングル。

## 解説
- 前作から4ヶ月ぶりのシングル。
- 初回限定：ステッカージャケット仕様

## 収録曲
1. My Girl (3:56)
2. Wavement (4:30)

全作詞：石渡淳治　作曲：中村弘二　編曲：SUPERCAR